# Carl Friedrich Girschner
Carl Friedrich Girschner   (Spandau, 1794 - Liborna, 1860) fou un distingit compositor alemany.
Cultivà amb fortuna el gènere instrumental (simfonies, obertures i música per a orgue), així com el dramàtic, assenyalant-se entre les seves millors òperes les titulades Der Vetter aus Bremén i Kuss und Schuss. Són també molt celebrades les seves sonates per a piano i els seus lieder.